# Terminalia myriocarpa
Espèce
Terminalia myriocarpa  est une espèce de plantes à fleurs de la famille des Combretaceae. C’est un arbre tropical originaire d'Asie.

## Synonyme
- Myrohakunis myriocarpa Kuntze (1891).

## Noms vernaculaires
- Anglais: East Indian almond

### Description

Terminalia myriocarpa, dans le parc national de Cuc Phuong, au Vietnam.

Il s'agit d'un grand arbre à feuilles persistantes pouvant atteindre 45 m de haut.
Les jeunes rameaux sont  tomenteux parfois rapidement glabres.
Les feuilles sont subopposées, dans un premier temps tomenteuses un peu pubescentes, souvent glabrescentes à maturité, de forme oblongue, oblongue-elliptique ou oblongue-lancéolée, de 2 × 8 cm  à 8 × 20 cm, pointues à l'apex, arrondies ou subcordées à la base; elles ont jusqu'à 20-30 paires de nervures; le pétiole est tomenteux, souvent glabre, relativement court et d'épaisseur, 3-4 (-7) mm[pas clair], avec souvent 1 ou 2 glandes bien visibles au sommet du pétiole ou à la base de la lame.
Les fleurs sont petites, sessiles, nombreuses, protogynes, en grands panicules terminaux tomenteux de couleur fauve; les bourgeons sont subglobuleux, presque glabres vers le sommet. Le réceptacle inférieur (ovaire) est soyeux et d'1 mm de long; le prise[Quoi ?] supérieure est presque glabre, cupuliforme, avec des dimensions de 0,8 par 0,8 mm.
Les fruits sont soyeux, de corps[Quoi ?] comprimé ellipsoïde ou triangulaire ayant une taille de 2 mm.

## Répartition et habitat
L'espèce est trouvé en Inde (Sikkim, Assam), en Haute-Birmanie, en Chine (Yunnan), en Indochine, en Malaisie et en Sumatra du Nord.
Terminalia myriocarpa a été introduit[Par qui ?][Quand ?] aux Antilles;
L'arbre se trouve dans les forêts primaires, à des altitudes comprises de 1 000 à 2 000 m